# ジャン・スターリング
ジャン・スターリング（Jan Sterling, 本名： Jane Sterling Adriance、1921年4月3日 - 2004年3月26日）は、アメリカ合衆国の女優。

## 来歴
ニューヨーク出身。1950年代から主にフィルム・ノワールに多く出演、1951年のビリー・ワイルダー監督の映画『地獄の英雄』で強烈な印象を残し、ナショナル・ボード・オブ・レビュー賞 女優賞を受賞した。1954年の映画『紅の翼』で第27回アカデミー助演女優賞にノミネートされたほか、第12回ゴールデングローブ賞 映画部門 助演女優賞を受賞した。1960年代からはテレビドラマに多く出演した。
2004年3月26日、82歳で死去。

## 主な出演作品

### 映画
- タイクーン Tycoon (1947) クレジットなし
- ジョニー・ベリンダ Johnny Belinda (1948)
- 対決 Appointment with Danger (1950)
- 女囚の掟 Caged (1950)
- ミステリー・ストリート Mystery Street (1950)
- 武装市街 Union Station (1950)
- 地獄の英雄 Ace in the Hole (1951)
- 挑戦者 Flesh and Fury (1952)
- ネヴァダ非常線 Split Second (1953)
- ミズーリ大平原 Pony Express (1953)
- 立ち向かう男 The Vanquished (1953) ※テレビ放映タイトル『南部魂は消えず』
- 北海の男 Alaska Seas (1954)
- 紅の翼 The High and the Mighty (1954)
- 第三暗黒街 The Human Jungle (1954)
- 街中の拳銃に狙われる男 Man with the Gun (1955)
- 1984 1984 (1956)
- 殴られる男 The Harder They Fall (1956)
- アメリカ大学 性愛の曲り角 High School Confidential! (1958)
- 金魚鉢の中の恋 Love in a Goldfish Bowl (1961)
- ある戦慄 The Incident (1967)
- 終りなき夜の終りに Dangerous Company (1982) テレビ映画

### テレビドラマ
- クライマックス! Climax! (1956-1957)
- ヒッチコック劇場 Alfred Hitchcock Presents (1958-1961)
- 幌馬車隊 Wagon Train (1959-1961)
- バークにまかせろ Burke's Law (1963-1965)
- ホワイト・ハウス Backstairs at the White House (1979) ミニシリー

ズ 
「大草原の小さな家」春の別れ(前編)チャールズの母役。